# جريين كروميس

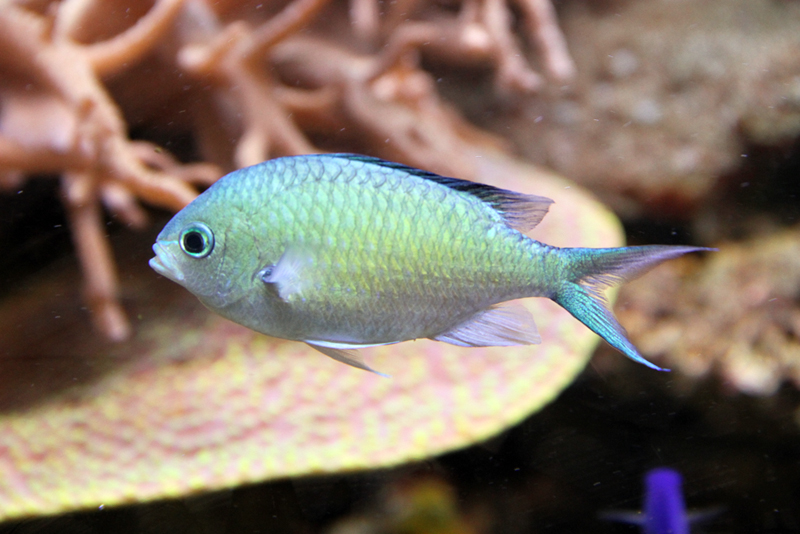

الجريين كروميس (بالإنجليزية: Green Chromis)‏، (باللاتينية: Chromis viridis)، هي سمكة من فصيلة الدامسل خضراء مائلة لزرقة أو الزرقاء المائله للأخضر وهي تتواجد في المحيط الهندى والبحر الأحمر وعموما في الشعاب المرجانية فهى تتواجد أينما وجدت الشعاب المرجانية وهي تتواجد باعداد كبيره جدا يمكن أن نطلق عليها في مستعمرات خاصه لها. تفضل السمكة الماء المعتدل الحرارة من 22 إلى 27 درجه مئويه وهي بالرغم من انتمائها إلى عائلة الدامسل الا انها تختلف عنها في السلوك حيث انها هادئه الطباع جدا إلا في حاله وضع بيضها فتتحول إلى سمكة شرسه نوعا ما ويكون لها شكل جميل في حاله تربيتها باعداد كبيرة في الحوض نظرا لجمال منظر سباحتها في سرب واحد وطريقه ايقاع منتظمه في تغير اتجاهاتها.
الجريين كروميس لا تصلح للتربية في الأحواض التي تحتوى على الأسماك الشرسه نظرا لهدوئها جدا والكثير يستخدمونها كطعام للأسماك الشرسة مثل الديك أو الثعابين أو البافر وهي لها وضع خاص في وضع البيض أيضا حيت انها تقوم بحفر خنادق في الرمال فتقوم الإناث بوضع البيض فيها وحراستها حتى تفقس. وبعد الفقس تبتعد الإناث عنها وفي الغالب تقوم الذكور بأكل الأسماك الصغيرة، لكن يعوض ذلك الهجوم على الأسماك الصغيرة بكثرة أعداد البيض التي تصل إلى ملايين البيوض في الخندق الواحد من الإناث حيث أنها تقوم عاده بوضع البيض في جماعات من الإناث.